# Tomber
Singles de Gérald de Palmas
Une seule vie
(2001) Regarde-moi bien en face
(2001)
Pistes de Marcher dans le sable
J'en rêve encore Regarde-moi bien en face
Tomber est une chanson de Gérald de Palmas issue de son troisième album, Marcher dans le sable, sorti le 6 novembre 2000. Elle a été éditée comme troisième single de l'album le 24 septembre 2001.

## Liste des pistes
Toute la musique est composée par Gérald de Palmas.
| No | Titre                 | Paroles             | Durée |
| -- | --------------------- | ------------------- | ----- |
| 1. | Tomber                | Maxime Le Forestier | 3:20  |
| 2. | Rien à faire ensemble | Gérald de Palmas    | 3:36  |

## Classement
| Pays                 | Charts      | Meilleure position |
| -------------------- | ----------- | ------------------ |
| Belgique francophone | Ultratop 40 | 2                  |
| France               | SNEP        | 35                 |

## Version de Céline Dion
Pistes de A New Day Has Come
A New Day Has Come (radio remix) Goodbye's (The Saddest Word)
La chanson a été reprise en anglais par Céline Dion dans son album de 2002 A New Day Has Come sous le titre Ten Days. L'adaptation anglaise a été écrite par Aldo Nova. La chanson apparaît en face B du CD maxi I Drove All Night, sorti en 2003.

## Version de Maxime Le Forestier
Maxime Le Forestier, qui a écrit le texte de la chanson, l'a reprise sur scène lors de sa tournée en 2009. Elle figure sur l'album Casino de printemps.